# MJ (cantor)
Kim Myung-jun (em coreano:  김명준; nascido em 5 de março de 1994) conhecido profissionalmente como MJ (em coreano: 엠제이), é um cantor, ator e modelo sul-coreano administrado pelo selo Fantagio. Ele estreou em 2016 como o vocalista principal do boy group sul-coreano ASTRO. Em agosto de 2020, ele estreou como um dos cinco membros de um grupo de ídolos trot chamado Super Five por meio do reality show de trot da MBC Favorite Entertainment. MJ também estreou como ator Musical em 2020 como Jamie no musical Everybody's Talking About Jamie.

## Vida e carreira

### 2012–2015: Pré-estreia
MJ foi um participante do JYP Entertainment X HUM Audition de 2012 e ganhou uma bolsa de um ano do Seoul Arts College.
MJ participou do Fantagio iTeen, um programa de desenvolvimento de talentos para iniciantes sob o rótulo de Fantagio. Ele e outros membros do Astro eram conhecidos como iTeen Boys.
MJ juntamente com os outros membros do Astro estrelaram uma série de drama na web chamada "To be Continued", que apresentava os membros como eles próprios.

### 2016 – Presente: Estreia com Astro e Atividades solo
MJ estreou oficialmente como membro do Astro em 23 de fevereiro de 2016.
Durante o segundo show de Astro no ASTROAD To Seoul "Starlight", que foi realizado de 22 a 23 de dezembro de 2018, MJ apresentou seu solo de trot stage "Cheok Cheok". Ele foi incluído no DVD do show, lançado em junho de 2019.
Em fevereiro de 2019, MJ cantou sua primeira OST intitulada "You're My Everything" para o drama coreano My Only One.
Também em fevereiro de 2019, MJ, juntamente com Jin Ju, Hyomin, Heo Kyung-hwan, Kang Tae-oh, viajou para Nha Trang para o programa de viagens coreano "Have To Go to Know".
Em março de 2019, MJ e Jinjin participaram do projeto de viagem / programa de variedades da Celuv TV - Go Together, Travel Alone. O show foi filmado em Saipan e inclui Tony Ahn, Han Seung-yeon, Jin Jin e Kim So-hye. Posteriormente, foi lançado em formato de DVD.
Em junho de 2019, ele co-apresentou "Insane Quiz Show Season 2", também abreviado como "이세 퀴" e "IQS S2", com Ilhoon de BtoB e Chuu de Loona.
Em julho de 2019, MJ e Yoon San-ha foram confirmados para serem os MCs do programa de entrevistas de variedades da tVn D, Blanket Kick at Night.
Em agosto de 2019, MJ apareceu em King of Masked Singer como "Driver Kim". Também em fevereiro de 2019, MJ junto com Jin Ju, Hyomin , Heo Kyung-hwan e Kang Tae-oh viajaram para Nha Trang para o programa de viagens coreano "Have To Go to Know".

### 2020 – presente: Estréia musical e Super Five
Em abril de 2020, MJ cantou outra OST para o drama coreano Eccentric! O Chef Moon, a música se chama "Sweet Spring". No mesmo mês de abril de 2020, foi confirmado que MJ, juntamente com Jo Kwon do 2AM, Ren do NU’EST e Shin Joo Hyup foram escalados para a versão coreana do musical Everybody's Talking About Jamie. Este é originalmente um musical britânico baseado na história verídica de um adolescente chamado Jamie, que aspira a se tornar uma drag queen. O musical foi agendado de 4 de julho a 11 de setembro no LG Arts Center em Gangnam. Em 11 de setembro de 2020, MJ terminou com sucesso seu último show para o musical como Jamie.
Em julho de 2020, MJ foi escalado para o elenco "Favorite Entertainment" da MBC. Ele foi selecionado como um dos cinco membros do grupo idol trot formado por Jang Yoon Jung. O grupo de meninos do projeto estreou no Music Core da MBC em 22 de agosto de 2020 sob o nome de Super Five (다섯 장). MJ promoveu com Super Five usando seu nome real Kim Myung Jun. O grupo consiste em Lee Hoe-taek do Pentagon, Chu Hyeok-jin de A.cian, Park Hyeong-seok e Ok Jin-wook. O grupo estreou com as canções "Hello" e "All Eyes on You".
Em 2021, tornou-se o único MC da 2ª temporada do Fact In Star . Em 14 de outubro, a Fantagio confirmou que MJ estreará como artista solo com uma música semi-trot a ser lançada em novembro, que conta com a participação de Kim Tae-yeon do Miss Trot. Young Tak também participou da produção da referida música. Em 18 de outubro, foi confirmado que MJ foi escalado para interpretar o papel de 'Daniel' no musical ' Jack the Ripper '. MJ fará o papel junto com Uhm ki joon, Lee Hong-ki do FT Island e Inseong do SF9. O musical está programado para estrear em 3 de dezembro no KEPCO Art Center em Seul. Em 28 de outubro de 2021, MJ foi anunciado como parte do drama da web de suspense e romance misterioso do G-Market chamado Find Me If You Can. Ele desempenhou o papel de um amigo de longa data da atriz principal. Foi estreado em 9 de novembro de 2021, através do canal INSSA OPPA G no YouTube.
Em 3 de novembro, MJ estreou como artista solo com duas canções - "Get Set Yo" e "Valet Parking". Em 29 de novembro, ele venceu no The Trot Show da SBS e é o primeiro ídolo a ganhar o primeiro lugar no The Trot Show.

## Vida pessoal
Em 3 de fevereiro de 2022, a agência confirmou que MJ suspenderia temporariamente suas atividades devido a doença.

### Serviço militar
MJ se alistou na banda militar como parte de seu serviço militar obrigatório em 9 de maio de 2022.

## Discografia
| Título                                          | Ano                    | Melhores posições nas paradas | Vendas                 | Álbum/Nota                                                       | Ref                    |
| Título                                          | Ano                    | KR                            | Vendas                 | Álbum/Nota                                                       | Ref                    |
| Como artista principal                          | Como artista principal | Como artista principal        | Como artista principal | Como artista principal                                           | Como artista principal |
| ----------------------------------------------- | ---------------------- | ----------------------------- | ---------------------- | ---------------------------------------------------------------- | ---------------------- |
| "Don't Do It" (척척 (척척하지 마세요)           | 2013                   | —                             | —                      | The 2nd ASTROAD to Seoul DVD                                     |                        |
| "Get Set Yo" (계세요) (ft. Kim Tae-yeon)        | 2021                   | 103                           | —                      | Happy Virus                                                      | [ 27 ]                 |
| "Valet Parking" (수호천사)                      | 2021                   | —                             | —                      | Happy Virus                                                      | [ 27 ]                 |
| "Story"                                         | 2022                   | —                             | —                      | Drive to the Starry Road                                         |                        |
| Colaborações                                    |                        |                               |                        |                                                                  |                        |
| "Like Today (오늘처럼)" (ft. Lucy of Weki Meki) | 2015                   | —                             | —                      | FM2018_08Hz                                                      | [ 30 ]                 |
| "Twist King" com Shin Joo-hyup & Jo Kwon        | 2020                   | —                             | —                      | Immortal Songs: Singing the Legend (Kim Jong-guk x Turbo Part 1) |                        |
| Apresentações na trilha sonora                  |                        |                               |                        |                                                                  |                        |
| "All of My Life" (내 삶의 전부)                 | 2019                   | —                             | —                      | My Only One OST                                                  | [ 31 ]                 |
| "Sweet Spring" (봄날애(愛)                      | 2020                   | —                             | —                      | Eccentric! Chef Moon OST                                         | [ 32 ]                 |
| "Walking in the Memory" (봄날의 기억)           | 2022                   | —                             | —                      | Crush of Spring OST                                              | [ 34 ]                 |

### Créditos da composição
Todos os créditos estão listados na Korea Music Copyright Association, salvo indicação em contrário.
| Ano  | Título                    | Artista | Àlbum                              | Letrista | Compositor | Arranjador |
| ---- | ------------------------- | ------- | ---------------------------------- | -------- | ---------- | ---------- |
| 2022 | Story                     | MJ      | Drive to the Starry Road           | Yes      | Não        | Não        |
| 2022 | Light the sky             | ASTRO   | Drive to the Starry Road           | Yes      | Yes        | Não        |
| 2021 | Sunset Sky                | ASTRO   | Switch On                          | Yes      | Yes        | Não        |
| 2021 | Gemini                    | ASTRO   | All Yours                          | Yes      | Yes        | Yes        |
| 2020 | One & Only                | ASTRO   | Single sem álbum                   | Yes      | Yes        | Não        |
| 2019 | Merry Go Round            | ASTRO   | All Light                          | Yes      | Não        | Não        |
| 2019 | Bloom                     | ASTRO   | All Light                          | Yes      | Yes        | Não        |
| 2018 | Merry Go Round            | ASTRO   | Merry-Go-Round (Christmas Edition) | Yes      | Não        | Não        |
| 2018 | By Your Side              | ASTRO   | Rise Up                            | Yes      | Não        | Não        |
| 2017 | You and Me (Thanks Aroha) | ASTRO   | Winter Dream                       | Yes      | Não        | Não        |

### Como Kim Myung-jun do Super Five
| Título                       | Ano  | Melhores posições nas paradas | Vendas | Ref    |
| Título                       | Ano  | KR                            | Vendas | Ref    |
| ---------------------------- | ---- | ----------------------------- | ------ | ------ |
| "Hello" (잘 될 거야)         | 2020 | –                             | —      | [ 37 ] |
| "All Eyes on You" (시선고정) | 2020 | –                             | —      | [ 39 ] |
| "Tear Rain" (눈물비)         | 2020 | –                             | —      | [ 40 ] |

## Filmografia

### Websérie
| Ano  | Título                  | Papel         | Notas                | Ref.   |
| ---- | ----------------------- | ------------- | -------------------- | ------ |
| 2015 | To be Continued         | Ele mesmo     |                      | [ 41 ] |
| 2016 | My Romantic Some Recipe |               | Camafeu (Episódio 6) |        |
| 2017 | Sweet Revenge           | Ele mesmo     |                      |        |
| 2019 | Soul Plate              | Angel Raoniel |                      | [ 42 ] |
| 2021 | Find Me if you can      | Seol Yoo Hwan |                      | [ 43 ] |

### Programas de televisão
| Ano  | Título                    | Papel                       | Notas       | Ref    |
| ---- | ------------------------- | --------------------------- | ----------- | ------ |
| 2019 | Gotta Go to Know          | Elenco principal            | SBS of FunE | [ 44 ] |
| 2019 | Go Together Travel Alone  | Elenco principal            | TV Chosun   | [ 45 ] |
| 2019 | Insane Quiz Show Season 2 | Elenco principal            | vLive       | [ 46 ] |
| 2019 | Blanket Kick at Night     | MC                          | tVn D       | [ 47 ] |
| 2019 | King of Mask Singer       | Concorrente (Ep. 213-214)   | MBC         | [ 48 ] |
| 2020 | Favorite Entertainment    | Membro Regular (Super Five) | MBC         | [ 49 ] |
| 2021 | Fact iN Star              | MC                          |             |        |
| 2021 | Godiva Show               | Painelista                  |             | [ 50 ] |

### Programas na web
| Ano  | Título                | Papel            | Notas       | Ref.   |
| ---- | --------------------- | ---------------- | ----------- | ------ |
| 2019 | Insane Quiz Show      | Elenco principal | Temporada 2 | [ 51 ] |
| 2019 | Blanket Kick at Night | MC               |             | [ 52 ] |

## Teatro
| Ano       | Título                          | Período de transmissão              | Papel  | Local         | Ref    |
| --------- | ------------------------------- | ----------------------------------- | ------ | ------------- | ------ |
| 2020      | Everybody's Talking About Jamie | 4 de julho - 12 de setembro de 2020 | Jamie  | LG Art Center | [ 53 ] |
| 2021–2022 | Jack the Ripper                 |                                     | Daniel |               | [ 54 ] |

## Prêmios e indicações
| Cerimônia de premiação      | Ano  | Categoria               | Nomeado / Trabalho | Resultado | Ref.          |
| --------------------------- | ---- | ----------------------- | ------------------ | --------- | ------------- |
| Seoul Music Awards          | 2022 | Prêmio Trote            | MJ                 | Indicado  | [ 55 ]        |
| Seoul Webfest Film Festival | 2022 | Melhor Ator Coadjuvante | Find me if you can | Indicado  | [ 56 ] [ 57 ] |
| Asia Webfest Awards         | 2022 | Melhor Ator Coadjuvante | Find me if you can | Venceu    |               |